# Бад-Герренальб
Бад-Герренальб (нім. Bad Herrenalb) — місто в Німеччині, знаходиться в землі Баден-Вюртемберг. Підпорядковується адміністративному округу Карлсруе. Входить до складу району Кальв.
Площа — 33,03 км2. Населення становить 8085 ос. (станом на 31 грудня 2020).